# 田村映二
田村 映二（たむら えいじ、1956年 - ）は、日本のイラストレーター。静岡県沼津市出身、日本大学芸術学部卒。日本を代表する立体イラストレーターである。